# Włodzimierz Pfeiffer

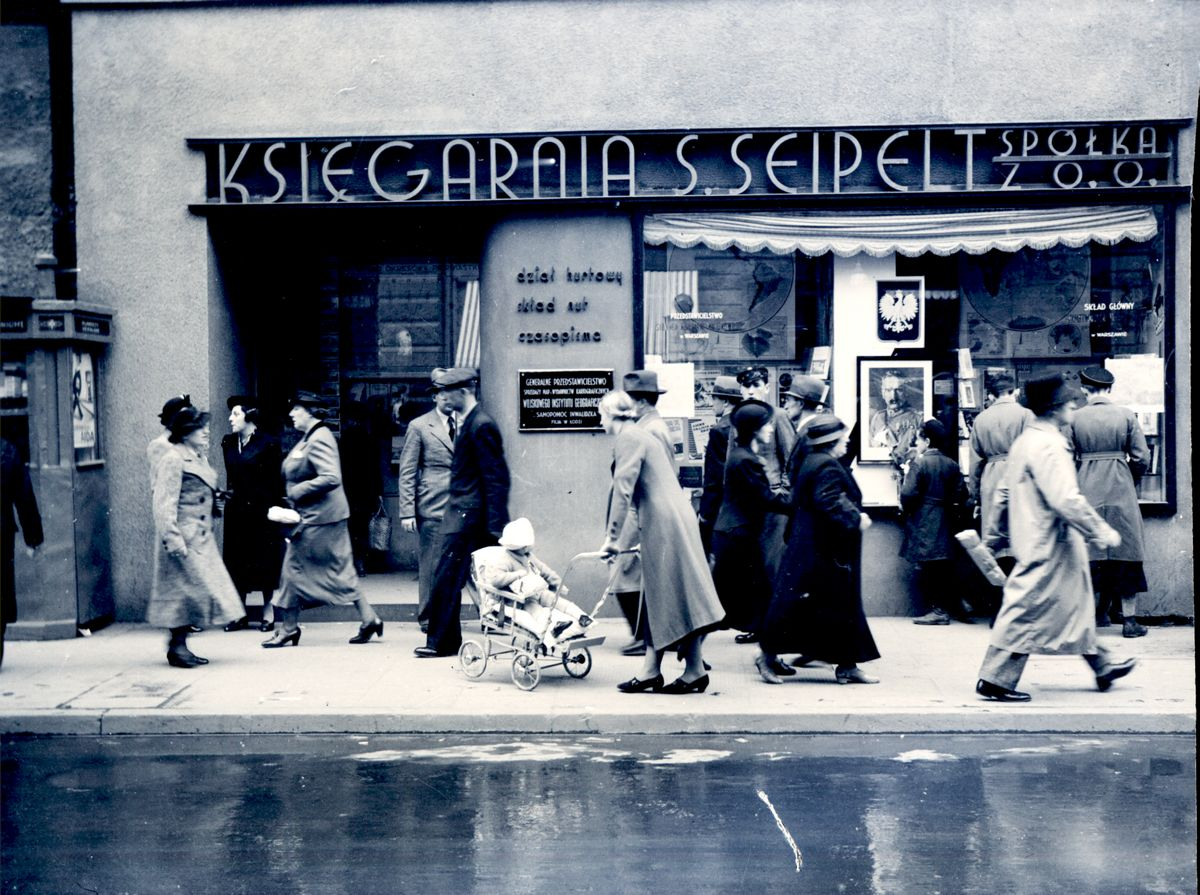
Księgarnia Szarlotty Seipeltówny przy ul. Piotrkowskiej 47 w Łodzi na fotografii Włodzimierza Pfeiffera

Włodzimierz Pfeiffer (ur. 25 listopada 1890 w Płocku, zm. 25 czerwca 1941 w Szczawinie) – polski księgarz, esperantysta, fotograf-krajoznawca, bibliofil, miłośnik Łodzi. Syn Jana i Emilii ze Strantów.

## Księgarz
W 1904 roku, po ukończeniu szkoły powszechnej w Płocku, przeniósł się na stałe do Łodzi i rozpoczął pracę jako praktykant księgarski w księgarni Ludwika Fiszera przy ul. Piotrkowskiej 47. Przepracował tam 35 lat oraz przeszedł wszystkie etapy wtajemniczenia księgarskiego do prokurenta firmy i prawej ręki właścicielki, którą w latach 1933–1939 była Szarlotta Seipeltówna.
W latach 1914–1919 prowadził dział nutowy, jeden z największych w całym mieście. W 1920 został kierownikiem działu sortymentowego.

Księgarni, w której pracował, nadał charakter instytucji służącej głównie Łodzi. Nowa właścicielka firmy, Charlotta Seipelt, obdarzyła go niezwykłym zaufaniem, czyniąc faktycznym szefem księgarni i dając całkowitą swobodę działania. W ciągu niespełna dwóch lat Pfeiffer, entuzjasta spraw łódzkich, uważający, że książki najlepiej potrafią spopularyzować walory (i problemy) tego „złego miasta”, przekonał właścicielkę o potrzebie i możliwości prowadzenia przez firmę, równolegle z księgarską, także działalności wydawniczej. W ten sposób w 1934 doprowadził do pojawienia się na rynku księgarskim książek o tematyce łódzkiej, dotyczących w dużej mierze przeszłości, ale również współczesności i aktualnych zagadnień społecznych. Jego staraniem ukazały się książki autorstwa Eugeniusza Ajnenkiela („Pierwsze Oddziały Legionów Polskich w Łodzi 17–19 październik 1914 roku”), M. Hertza, S. Rachalewskiego, A. Rżewskiego, A. Stebelskiego i L. Stolarzewicza (dwie publikacje: „Literatura Łodzi w ciągu jej istnienia. Szkic literacki i antologia” wymagała ogromnej reklamy i często spotykała się z nieprzychylną opinią (m.in. Grzegorza Timofiejewa) oraz „Antologia 120 poetów. Wiersze na obchody i uroczystości”).

Był doskonałym, rzutkim księgarzem-fachowem z powołania i zawodu. Z jego inicjatywy niezamożni łodzianie mogli w czasie trwania akcji wyprzedaży pod hasłem „Łódź pod zalewem taniej książki” zaopatrzyć się w książki wydane po roku 1932 za symboliczną kwotę 10 groszy.
Współpracował z Eugeniuszem Ajnenkielem, pomagając mu w zbieraniu pieśni robotniczych i materiałów do dziejów ruchu robotniczego. W 1919 brał udział w strajku pracowników księgarskich, w którego wyniku ustalono nowe, niższe normy pracy księgarzy.
W początkowych latach niepodległości, w latach 20. XX w. był członkiem SDKPiL, był także więźniem politycznym.
Był działaczem Związku Księgarzy. Służył swym doświadczeniem zawodowym i społecznym przy upowszechnianiu idei i organizacji imprez kulturalnych związanych z książką i księgarstwem, m.in. w 1933, gdy decyzją władz miejskich został powołany na członka Wojewódzkiej Komisji Organizacji Obchodów „Tygodnia Książki Polskiej”.

Wyróżnieniem dla firmy było zaproszenie do udziału w ogólnopolskim projekcie pn. Tydzień Książki Polskiej (…) nad którym protektorat raczyli objąć Pan Prezydent Rzeczypospolitej prof. Ignacy Mościcki, Pan Marszałek Józef Piłsudski, i Pan Premier Janusz Jędrzejewicz.

Od 1937 zajmował się gromadzeniem materiałów traktujących o dziejach księgarstwa łódzkiego. Przygotował „Odezwę do Panów Księgarzy”, czyli bardzo szczegółową ankietę, którą rozesłał do wszystkich znanych mu łódzkich księgarzy i otrzymał odpowiedzi od kilkuset osób. Ankiety znajdujące się w Archiwum Państwowym w Łodzi są bezcennym źródłem informacji na temat międzywojennego księgarstwa łódzkiego.

## Esperantysta

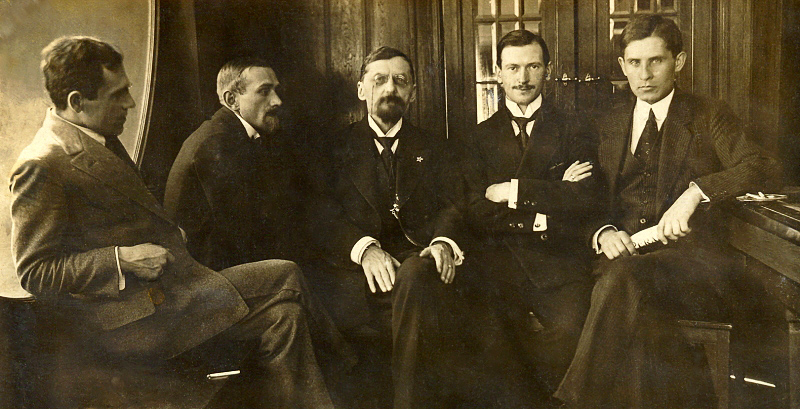
Polscy poeci esperanccy. Od lewej: Stanisław Braun (Wiktor Elski), Stanisław Karolczyk (Eska), Antoni Grabowski, A. Hinz (?), Włodzimierz Pfeiffer.

Znał dobrze języki: niemiecki, francuski i rosyjski, a także esperanto. Do ruchu esperanckiego przystąpił w 1908 wraz ze swymi przyjaciółmi: Stanisławem Karolczykiem i Stanisławem Braunem. Zaliczany był do czołowych i najaktywniejszych esperantystów w kraju. Był członkiem Zarządu Polskiego Towarzystwa Esperantystów w Łodzi oraz delegatem Powszechnego Związku Esperantystów w Genewie. Liczne artykuły o Polsce i Łodzi tłumaczone przez niego drukowane były w „Pola Esperantisto” i „HeroIdo Esperanto”.
Od 1 sierpnia 1914 prowadził kronikę Łodzi i ruchu esperanckiego w mieście, spisaną w języku esperanto („Kronika łódzkiej esperancji”). Jej rękopis, w tomach 1-8, przechowywany jest w Bibliotece Uniwersytetu Łódzkiego.

W rękopiśmiennych zbiorach Biblioteki Uniwersyteckiej w Łodzi znajduje się spisana w języku esperanto ośmiotomowa kronika Łódzkiego Oddziału Polskiego Związku Esperantystów obejmująca lata 1908–1916. Autorem jej był znany łódzki księgarz i miłośnik Łodzi, Włodzimierz Pfeiffer. Nie jest to jednak kronika w ścisłym tego słowa znaczeniu. Rękopiśmienny to raczej zbiór korespondencji członków Łódzkiego Oddziału PZE, fotografii, wycinków prasowych. Jest on jednocześnie swego rodzaju antologią utworów poetyckich i prozatorskich oraz przekładów z języka polskiego, znajdują się tu także teksty oryginalne w języku esperanto. Kronikę poprzedza notatka informacyjna pióra Stanisława Karolczyka, przyjaciela i współpracownika Włodzimierza Pfeiffera. Stanisław Karolczyk wyjaśnia w niej genezę powstania Łódzkiego Oddziału PZE, szkicuje zawartość kroniki oraz jej losy do roku 1945, kiedy to otrzymał ją w darze z rąk matki Włodzimierza Pfeiffera. Dnia 22 V 1963 r. Stanisław Karolczyk przekazał to cenne źródło do dziejów życia kulturalnego Łodzi Bibliotece Uniwersyteckiej.
Na całość kroniki składa się osiem tomów formatu 18,2x22 cm z odrębną paginacją dla każdego tomu (ok. 300 stron w jednym tomie), oprawionych w półskórek. Karty zapisane dwustronnie dużym, czytelnym pismem.
Włodzimierz Pfeiffer przystąpił do pisania kroniki w roku 1912, ale sięgnął w przeszłość do roku 1908, kiedy to powstał i okrzepł organizacyjnie łódzki oddział polskich esperantystów. Dlatego też w pierwszych tomach kroniki znajdujemy obszerne wypisy z czasopisma „Pola Esperantisto”, które zamieszczało szczegółowe informacje o powstających na terenie Polski ogniskach ruchu esperanckiego. Nie tylko suche relacje zapełniają strony tej kroniki. Znajdujemy tu bowiem pierwsze próby poetyckie w języku esperanto, co świadczy o żywym i twórczym zainteresowaniu tym językiem, a także jest dowodem upartego przełamywania społecznych uprzedzeń, jakich doznawał ruch esperancki w Polsce.[…]
Między doskonale zachowane i zapełnione przejrzystym pismem karty kroniki wklejone są różnobarwne i ciekawie skomponowane rozmaitej treści druki ulotne jak zaproszenia na przyjęcia i uroczystości do lokalu łódzkich esperantystów, oryginalne karty pocztowe, lub też pełne aluzji, ale niezrozumiałe dla niewtajemniczonych żarty prima-aprillisowe w formie odręcznych rysunków symbolizujące ludzi i sprawy z kręgu twórcy kroniki.[…]
Pierwszy tom kroniki zawiera również wiele materiału świadczącego o zagranicznych kontaktach łódzkich miłośników esperanta.

## Fotograf Łodzi

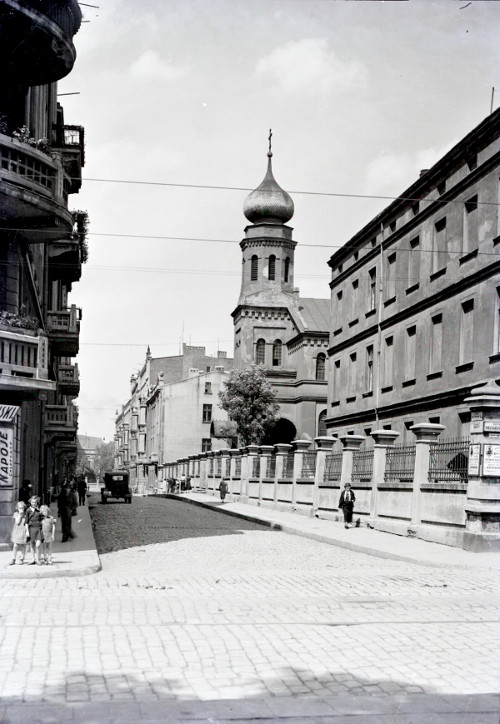
Cerkiew św. Olgi przy ulicy Piramowicza w Łodzi na zdjęciu Włodzimierza Pfeiffera

Jego osobistą pasją była Łódź. Odbywał rodzinne niedzielne spacery po mieście, których owocem były liczne zdjęcia. Miasto znał dobrze i utrwalał je na zdjęciach, był dokumentalistą, chwytającym na gorąco życie wielkiego miasta, a przede wszystkim wydarzenia znaczące dla jego historii. W latach 1926–1939 wykonał ponad 900 negatywów fotograficznych obiektów i wydarzeń miejskich oraz okolic podmiejskich, szczególnie fotografując Stare Miasto i jego mieszkańców.
Zdjęcia prezentował podczas wystaw fotograficznych i na łamach łódzkiego czasopisma „Wymiary”, którego był stałym współpracownikiem.
W 1935 zorganizował w Klubie Miłośników Fotografii w Łodzi wystawę „Łódź i województwo łódzkie w świetle fotografii”.
Jego fotografie były często wykorzystywane w wydawnictwach opisujących Łódź sprzed drugiej wojny światowej. Zarejestrował obraz Łodzi takiej, jaką była – piękna i brzydka, szara i pełna barw (choć zdjęcia były czarno-białe), biedna i bogata. Łódź na jego zdjęciach nie jest złym miastem, lecz miastem tętniącym życiem i pełnym ruchu. Fascynowało go miasto, fascynowali go ludzie, otwarta przestrzeń i zamknięte podwórka, ruchliwe centrum miasta i leniwe jego przedmieścia. Niektórzy próbują nazwać go łódzkim Canaletto co jest o tyle nietrafne, że Bernardo Bellotto zwany Canaletto portretował głównie monumentalne budowle Warszawy (rolę łódzkiego Canaletta pełnił pod koniec XIX wieku w Łodzi Bronisław Wilkoszewski).

## Łodziana w jego zbiorach
W 1933 duży zbiór artykułów prasowych, książek i własnoręcznie wykonanych fotografii, przekazał bezinteresownie miastu. Część tego zbioru zdjęć zwana „Kliszami Pfeiffera” znajduje się w posiadaniu Muzeum Miasta Łodzi. Wiele z nich zamieszczono w publikacji „Sentymentalna podróż po Łodzi: Łódź na starych fotografiach Włodzimierza Pfeiffera”.
Był autorem artykułów poświęconych literaturze i życiu kulturalnemu Łodzi, które zamieszczane były w pismach lokalnych, stołecznych, a także w periodykach zagranicznych.
Z umiłowania przeszłości Łodzi wypływały jego działania gromadzenia wszelkich dokumentów historii miasta. Koncentrował się na gromadzeniu źródeł do dziejów najnowszych. Z zacięciem kolekcjonował ulotne druki i prasę z okresu pierwszej wojny światowej. Tę jego działalność podkreślił Roman Kaczmarek w artykule prasowym jemu poświęconym.

## Czas II wojny światowej
Po wybuchu wojny hitlerowskie władze okupacyjne usunęły go z pracy w księgarni. Chciano zmusić go do przyjęcia volkslisty (niemieckiej listy narodowościowej) dlatego, że miał niemieckie pochodzenie i był wyznania ewangelickiego, ale się na to nie zgodził. Żeby uniknąć prześladowań usunął się z Łodzi. Zamieszkał w Szczawinie koło Zgierza, w leśniczówce, u przyjaciół – państwa Wiśniewskich. Lubił tamtejsze okolice, które często odwiedzał na długo przed wybuchem wojny. Przyjechał jeszcze do Łodzi, w szpitalu wykonał podstawowe badania. Choroba nowotworowa, na którą zapadł, była nieuleczalna, a warunki wojenne nie zapewniły mu leczenia. Zmarł 25 czerwca 1941 roku. Został pochowany na miejscowym wiejskim cmentarzu w Szczawinie. Obecnie jego grób jest odnowiony i otoczony opieką.

## Upamiętnienie

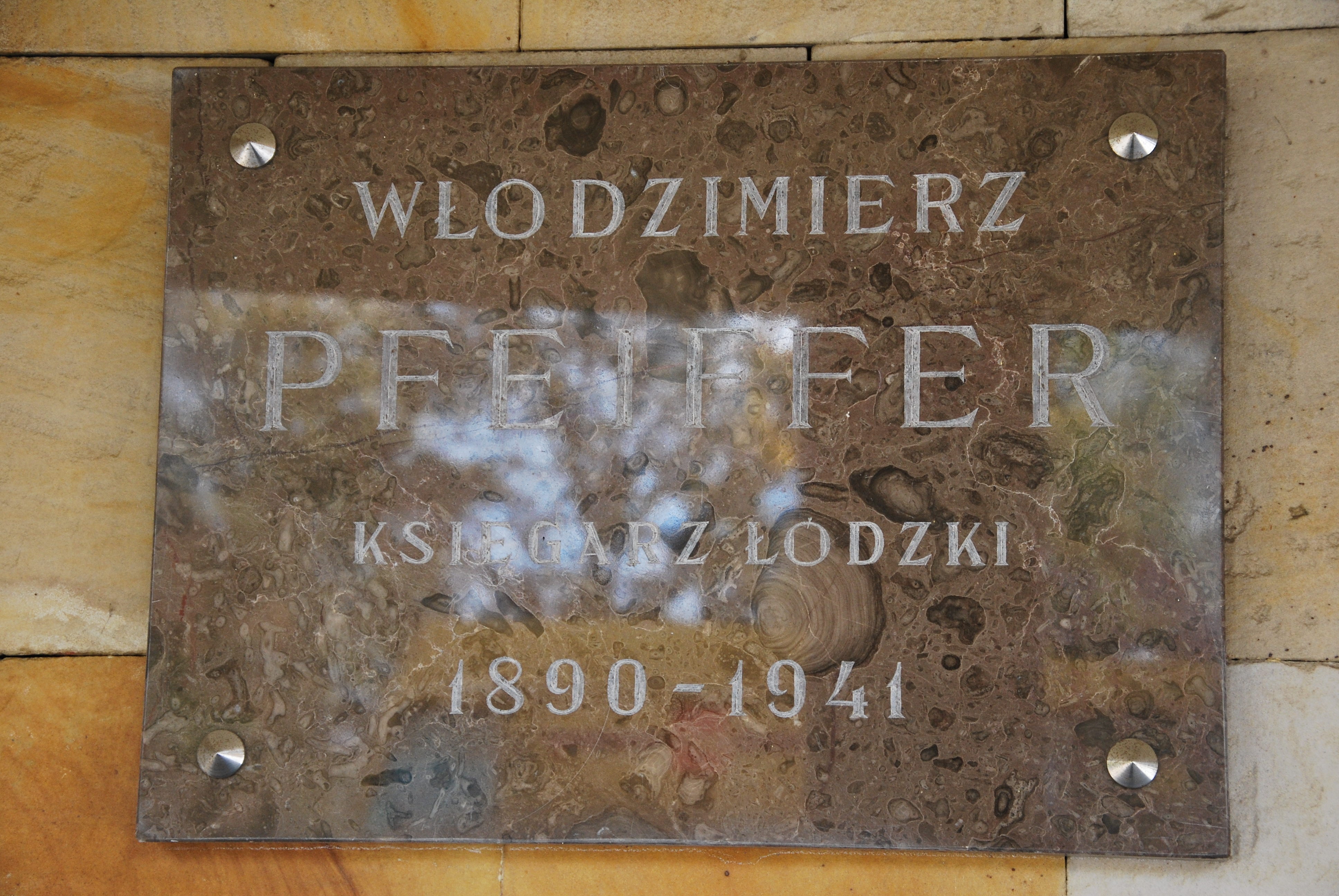
Tablica na ścianie biblioteki przy ulicy Gdańskiej

Jego pamięć uczczono marmurową tablicą pamiątkową umieszczoną z inicjatywy Jana Gierańczyka (jego ucznia w zawodzie księgarza) 22 czerwca 1964 roku w lokalu księgarni, w której pracował – przy ul. Piotrkowska 47. Łódzka gazeta codzienna pisała

W ubiegły poniedziałek w księgarni Pegaz [nazwa nadana po wojnie] odbyła się uroczystość odsłonięcia tablicy pamiątkowej, na której wyryto tych kilka słów: Włodzimierz Pfeiffer, księgarz łódzki, 1890 – 1941.

Po likwidacji w 2010 tej najstarszej, niezwykle zasłużonej dla Łodzi księgarni „Pegaz”, tablica została zdemontowana, a następnie 19 września 2011 uroczyście odsłonięta na elewacji Wojewódzkiej i Miejskiej Biblioteki Publicznej w Łodzi ul. Gdańska 100.